# ویکی‌پدیای عربی
ویکی‌پدیای عربی (به عربی: ویکیبیدیا العربیة)، نسخهٔ عربیِ وبگاه ویکی‌پدیا است و در ژوئیهٔ ۲۰۰۳ ایجاد شده است. ویکی‌پدیای عربی با رتبه ۲۳، در اکتبر ۲۰۱۲ از مرزِ ۲۰۰٬۰۰۰ نوشتار عبور کرد. در مارس ۲۰۱۷ با داشتن رتبه نوزدهم به نیم میلیون مقاله و در نوامبر ۲۰۱۹ با رتبه ۱۶ در میان ویکی‌ها از مرز یک میلیون نوشتار گذشت.
ویکی‌پدیای عربی، هم‌اکنون ۴ آوریل ۲۰۲۵ میلادی، ۲٬۷۰۲٬۴۶۵ کاربرِ ثبت‌نام‌کرده؛ ۲۵ مدیر، و ۱٬۲۵۷٬۳۴۸ مقاله دارد.

## تاریخچه

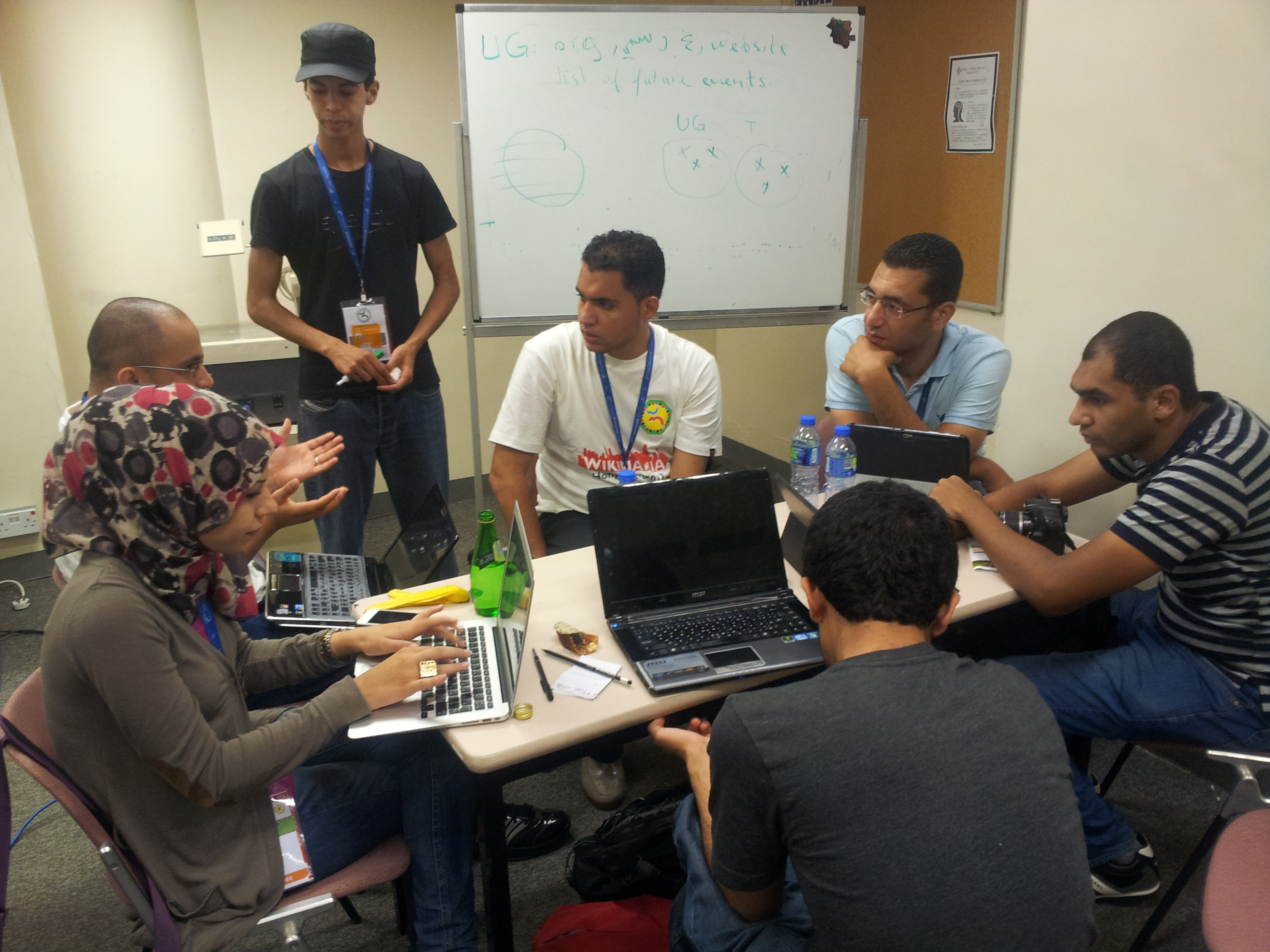
Arab Wikipedians meeting during Wikimania conference in Hong Kong

در زمان ظهور پروژه ویکی‌پدیا در سال ۲۰۰۱، فراخوان‌هایی برای ایجاد یک دامنه عربی توسط مهندسان عرب مطرح شد.دامنه به‌عنوان «ar.wikipedia.org» ایجاد شد، اما هیچ فعالیت جدی جز با کاربران ناشناس که این ایده را آزمایش کردند، صورت نگرفت. تا ۷ فوریه ۲۰۰۳، همه مشارکت کنندگان ویکی پدیای عربی داوطلبان غیر عرب از پروژه بین المللی ویکی پدیابودند که جنبه های فنی را مدیریت می کرد. الیزابت بائر، که از نام کاربری Elian در ویکی‌پدیای عربی استفاده می‌کرد، به بسیاری از عرب زبانان که احتمالاً علاقه‌مند به داوطلب شدن برای رهبری پروژه عربی بودند، نزدیک شد. تنها گروهی که پاسخ داد تیم ArabEyes بود که در عربی کردن ابتکارات منبع باز مشارکت داشت. درخواست Elian محافظه کارانه دریافت شد و تیم ArabEyes آماده مشارکت بود اما نقش رهبری را برعهده نداشتو سپس از شرکت در دوم فوریه 2003 خودداری کرد. در طول این زمان مذاکره، کاربران داوطلب پروژه ویکی‌پدیای آلمانی به توسعه زیرساخت های فنی ستون فقرات ویکی پدیای عربی.
در سال ۲۰۰۳ رامی تاراونه (عربی: رامی عوض الطراونة)، یک دانشجوی دکترای اردنی در آلمان که اصالتاً از زرقا بود، با ویکی‌پدیای انگلیسی روبرو شد و شروع به ویرایش محتوا کرد. مشارکت کنندگان او را تشویق کردند که ویکی پدیای عربی راه اندازی کند.ویکی پدیای عربی در ژوئیه ۲۰۰۳ افتتاح شد.در آن سال گروه قابل توجهی از مشارکت کنندگان شامل ترونه و چهار اردنی دیگر بود که در آلمان تحصیل می کردند.
در ۷ فوریه ۲۰۰۴یکی از اعضای ArabEyes، عصام بایزیدی (عربی: عصام بایزیدی)، به همراه ۴ دوست دیگر داوطلب شد تا با ویکی‌پدیای عربی همکاری کند و برخی از نقش‌های رهبری را بر عهده گرفت. در سال ۲۰۰۴، مسئولیت SysOp به بایزید واگذار شد و او به همراه ۵ داوطلب دیگر به نام‌های ایمن، ابوسلیمان، مصطفی احمد و باسم جرکاساولین اعراب هستند که پروژه ویکی‌پدیا را رهبری می‌کنند و به آنها نسبت داده می‌شود که روی آن کار کرده‌اند. ترجمه و اجرای سیاست های انگلیسی به عربی. ویکی‌پدیای عربی در آغاز با چالش‌های زیادی روبرو بود. در فوریه ۲۰۰۴، این پروژه بدترین پروژه ویکی‌پدیا در میان تمام زبان‌های دیگر در نظر گرفته شد. با این حال، در سال ۲۰۰۵، پیشرفت خارق العاده ای را نشان داد که در دسامبر ۲۰۰۵، تعداد کل مقالات به ۸۲۸۵ رسید.در آن زمان، کمتر از ۲۰ مشارکت کننده وجود داشت و مدیران و مشارکت کنندگان تلاش کردند تا کاربران جدید را جذب کنند.
در سال ۲۰۰۷ پلیس مخفی در کشوری نامشخص تراونه را بازداشت کرد و از او خواست که آدرس IP یکی از مشارکت کنندگان را فاش کند. برای محافظت از ویکی‌پدین ها (کاربران ویکی پدیایی)، میان مدیران اختلافی به راه افتاد که دلیل احتمالی آن، از ست دادن دسترسی های سرپرست بودن تراونه بود، بنابراین پلیس مخفی نتوانست IP را به دست آورد. در پاسخ به این حادثه، قوانین اکنون وضع شد. این قوانین بیان می‌دارد که هیچ کاربری نمی‌تواند به تمام اطلاعات کاربران ویکی‌پدیا دسترسی داشته باشد.
در سال ۲۰۰۸ ویکی‌پدیا کمتر از ۶۵۰۰۰ مقاله داشت و پس از ویکی‌پدیای اسپرانتو و ویکی‌پدیای اسلوونیایی در رتبه ۲۹ ویکی‌پدیا قرار گرفت. نوام کوهن از نیویورک تایمز گزارش داد که برای بسیاری از شرکت کنندگان در کنفرانس ویکیمانیا در سال ۲۰۰۸ در اسکندریه، مصر، "شکل رقت انگیز ویکی پدیای عربی باعث ناراحتی شده است." ، کمتر از ۱۰٪ "تصور می شود که به اینترنت دسترسی دارند" و از کسانی که به اینترنت دسترسی دارند، بسیاری از آنها به زبان انگلیسی آگاه هستند و ترجیح می دهند به آن زبان ارتباط برقرار کنند.کوهن اظهار داشت که از مصری‌ها، کمتر از ۱۰ درصد «تصور می‌شود که به اینترنت دسترسی دارند» و بسیاری از کسانی که به اینترنت دسترسی دارند، تمایل دارند به زبان انگلیسی آگاه باشند و ترجیح می‌دهند به آن زبان ارتباط برقرار کنند.ویکی‌پدیای عربی تا ۱۵ ژانویه ۲۰۱۰ دارای ۱۱۸۸۷۰ مقاله بود.
از ژوئیه ۲۰۱۲ حدود ۶۳۰ ویرایشگر عربی ویکی‌پدیا در سراسر جهان وجود دارد. اکرام آل یعقوب از العربیه می گوید که این رقم «نسبتاً کم» است. در آن زمان صدها هزار مقاله ویکی پدیا در ویکی پدیای عربی وجود داشت. بنیاد ویکی‌مدیا و گروه غیرانتفاعی تقرید «برنامه ویراستاران ویکی‌پدیای عربی» را با هدف آموزش کاربران برای ویرایش ویکی‌پدیای عربی تأسیس کردند.در پایان ژوئن ۲۰۱۴، تعداد مقالات به ۳۸۴۰۰۰ رسید.
داوطلبان عراقی بسیاری از ویکی‌پدیای انگلیسی را به ویکی‌پدیای عربی ترجمه کرده‌اند.اخیراً پروژه ای به نام بیت الحکمه بیش از ۱۰۰۰۰ مقاله در مورد علم و موضوعات دیگر را به زبان عربی ترجمه کرده است. تعداد کاربران فعال در ویکی‌پدیای عربی به سرعت در حال افزایش است و برای اولین بار در ۱۰ فوریه ۲۰۲۱ به مرز ۱۰۰۰۰ رسید.
در ۲۳ دسامبر ۲۰۲۳، ویکی‌پدیای عربی لوگوی خود را با رنگ‌های پرچم فلسطین رنگ‌آمیزی کرد و یک مکث ۲۴ ساعته را برای همبستگی با مردم فلسطین و درخواست آتش‌بس در جنگ ۲۰۲۳ اسرائیل و حماس آغاز کرد.

## رخدادهای مهم ویکی‌پدیای عربی
- ۳۰ مهٔ ۲۰۱۱، این دانش‌نامه با بیش از ۱۴۷٬۰۰۰ مقاله در رتبهٔ بیست‌وششم قرار داشت.
- ۷ اکتبر ۲۰۱۲، با بیش از ۱۹۷٬۰۰۰ مقاله در رتبهٔ بیست‌وسوم ویکی‌پدیاها قرار داشت.
- ۲۱ اکتبر ۲۰۱۲ از مرزِ ۲۰۰٬۰۰۰ نوشتار عبور کرد.
- مارس ۲۰۱۷، با بیش از ۵۰۰٬۰۰۰ نوشتار، ۱٬۲۰۰٬۰۰۰ کاربر ثبت‌نام‌کرده و بیش از ۲۹٬۰۰۰ نگاره، رتبهٔ نوزدهم را در فهرست ویکی‌پدیاها به خود اختصاص داد.
- ۱۲ سپتامبر ۲۰۱۸، با بیش از ۱٫۵ میلیون کاربرِ ثبت‌نام‌کرده و ۲۸ مدیر به ۶۰۰٬۰۰۰ مقاله رسید و در ردهٔ نوزدهم ویکی‌پدیا قرار داشت.
- ۸ دی ۱۳۹۷ (۲۹ دسامبر ۲۰۱۸) از ویکی‌پدیای فارسی پیش افتاد و به رتبهٔ هفدهم جدول ویکی‌پدیاها صعود کرد.[۲۱]
- ‏۱۵ اسفند ۱۳۹۷ (۶ مارس ۲۰۱۹)، به ۷۰۰٬۰۰۰ مقاله رسید.[۲۲]
- ۹ شهریور ۱۳۹۸ (۳۱ اوت ۲۰۱۹) با گذشتن از ویکی اکراین به رتبه ۱۶ صعود کرد.[۲۳]
- ۲۷ آبان ۱۳۹۸ (۱۷ نوامبر ۲۰۱۹)، با رتبه ۱۶ در میان ویکی‌ها از مرز یک میلیون نوشتار گذشت.[۲۴]
- ‏۲ آذر ۱۳۹۸ (۲۳ نوامبر ۲۰۱۹) با گذشتن از ویکی پرتقالی به رتبه ۱۵ ویکی‌پدیاها رسید.[۲۵]

ویکی عربی اکنون ۱٬۲۵۷٬۳۴۸ مقاله دارد.

## انواع
ویکی پدیای عربی، سه گونه ی خاص خود را دارند: استاندارد، مصری و مراکشی. علاوه بر این، مالتی که از عربی مشتق شده است، ویکی پدیای خاص خود را دارد.

## فیلترینگ

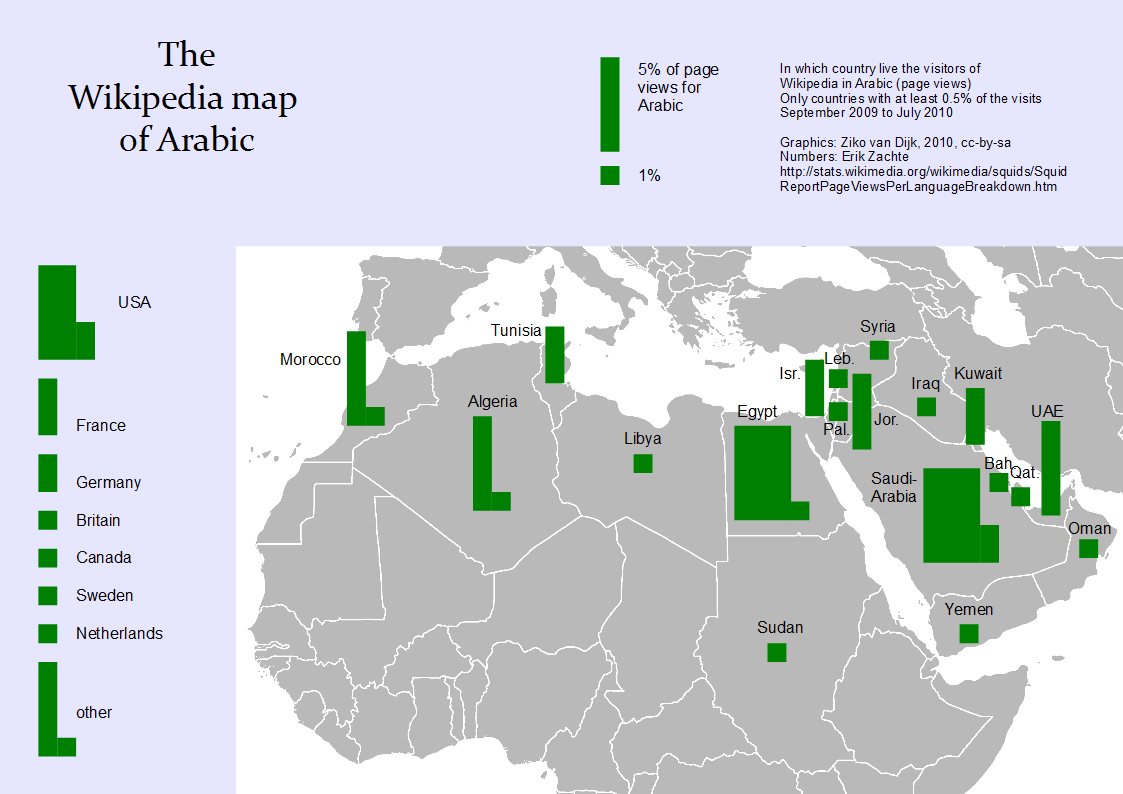
نقشهٔ نشان‌دهندهٔ منشأ بازدیدها از ویکی‌پدیای عربی، بر اساس کشورهای عرب‌زبان؛ در سمت چپ، حجم بازدیدها در کشورهای غربی نیز نشان داده شده است.

نقشهٔ نشان‌دهندهٔ منشأ بازدیدها از ویکی‌پدیای عربی.

### سوریه
دسترسی به ویکی‌پدیای عربی بین ۳۰ آوریل ۲۰۰۸ تا ۱۳ فوریه ۲۰۰۹ توسط دولت سوریه در این کشور مسدود شد، اگرچه نسخه‌های دیگر زبان همچنان در دسترس بودند.

### عربستان
در ۱۱ ژوئیه ۲۰۰۶، دولت سعودی دسترسی به ویکی‌پدیا و سیستم ترجمه گوگل (گوگل ترنسلیت) را به دلیل آنچه که محتوای جنسی و سیاسی حساس عنوان شده، مسدود کرد.
سیستم ترجمه گوگل برای دور زدن فیلترها در سایت های مسدود شده با ترجمه آنها استفاده می شد.اگرچه ویکی‌پدیا در حال حاضر مسدود نیست، صفحات خاصی در ویکی‌پدیا در سال 2011 توسط عربستان سعودی سانسور شده‌اند، مانند یک صفحه که در مورد نظریه تکامل بحث می‌کند.
اتصالات رمزگذاری شده با «HTTPS» سانسور را برای این صفحات دشوارتر کرده است و امروزه هیچ مدرکی مبنی بر مسدود شدن صفحات جداگانه وجود ندارد.
در سپتامبر 2020، دو مدیر داوطلب ویکی‌پدیا در همان روز دستگیر شدند: اسامه خالد به 32 سال زندان در حالی که زیاد الصوفیانی به هشت سال زندان محکوم شد، به گفته Smex، یک سازمان غیردولتی لبنانی برای پیشبرد جوامع اطلاعاتی خودتنظیمی در جهان عرب زبان، و دموکراسی برای جهان عرب اکنون. تحقیقات بعدی توسط بنیاد ویکی‌مدیا 16 کاربر را شناسایی کرد که به نظر می‌رسید به طور معمول در ویرایش تضاد منافع شرکت می‌کردند - گزارش شده که از جمله جاسوسی برای دولت عربستان سعودی بود.
همچنین، برخی از مقالات خاص و سرشناس، در عربستان سعودی فیلتر شده است.

## نمودار پیشرفت
- ۲۵ دسامبر ۲۰۰۵: ۱۰ هزار مقاله
- ۲۵ فوریهٔ ۲۰۰۶: ۱۰ هزار کاربر
- ۹ فوریهٔ ۲۰۰۷: ۵۰ هزار کاربر
- ۱۶ سپتامبر ۲۰۰۷: ۱ میلیون ویرایش
- ۷ دسامبر ۲۰۰۷: ۱۰۰ هزار کاربر
- ۳۱ دسامبر ۲۰۰۷: ۵۰ هزار مقاله
- ۵ اوت ۲۰۰۸: ۲ میلیون ویرایش
- ۳۰ اوت ۲۰۰۸: ۷۵ هزار مقاله
- ۱۷ اکتبر ۲۰۰۸: ۱۵۰ هزار کاربر
- ۳ آوریل ۲۰۰۹: ۳ میلیون ویرایش
- ۱۸ مهٔ ۲۰۰۹: ۲۰۰ هزار کاربر
- ۲۵ مهٔ ۲۰۰۹: ۱۰۰ هزار مقاله
- ۵ سپتامبر ۲۰۰۹: ۴ میلیون ویرایش
- ۲۷ دسامبر ۲۰۰۹: ۲۵۰ هزار کاربر
- ۱۸ مارس ۲۰۱۰: ۵ میلیون ویرایش
- ۱ اوت ۲۰۱۰: ۳۰۰ هزار کاربر
- ۱۲ نوامبر ۲۰۱۰: ۶ میلیون ویرایش
- ۲۳ ژوئن ۲۰۱۱: ۷ میلیون ویرایش
- ۲۷ ژوئن ۲۰۱۱: ۱۵۰ هزار مقاله
- ۱۱ ژانویهٔ ۲۰۱۲: ۸ میلیون ویرایش
- ۱۶ ژوئیهٔ ۲۰۱۲: ۹ میلیون ویرایش
- ۲۱ اکتبر ۲۰۱۲: ۲۰۰ هزار مقاله
- ۶ مارس ۲۰۱۹: ۷۰۰ هزار مقاله

## استفاده و بازدید از صفحه بر اساس کشور

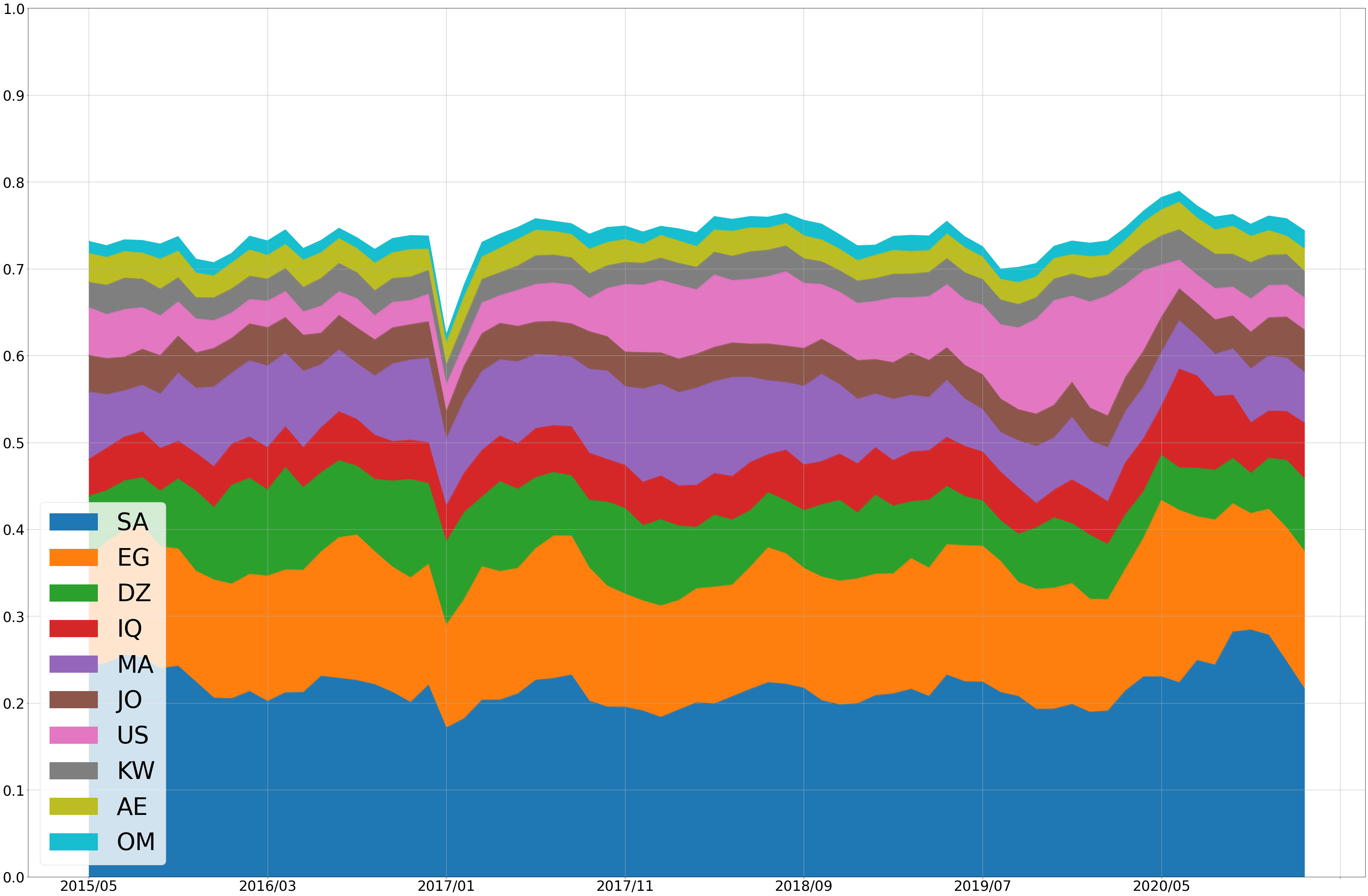
Page views on the Arabic Wikipedia, breakdown by country over time.

فلورنس دیوورد، رئیس سابق بنیاد ویکی‌مدیا، در سال ۲۰۱۰ اظهار داشت که بیشترین تعداد مقاله‌ها در ویکی‌پدیای عربی توسط مصری‌ها نوشته شده است و احتمال شرکت مصری‌ها در ویکی‌پدیای عربی به گروه های دیگر بیشتر است.
به طور کلی، ویکی‌پدیای عربی محبوب‌ترین نسخه زبان ویکی‌پدیا در اکثر کشورهای عربی، به جز تونس، کومور، چاد، لبنان، قطر، بحرین و امارات است. ویکی پدیای عربی بیشترین درصد را در مصر، لیبی و کشورهای شام (به جز اسرائیل و لبنان) دارد.
این اختلاف به دلیل کمبود ویکی‌پدیا در زبان عربی از نظر کیفیت و کمیت رخ می‌دهد، در حالی که در سه مورد اخیر پیشتاز زبان انگلیسی با این واقعیت مرتبط است که اکثر ساکنان آنجا مهاجران از کشورهای مختلف مانند هند، بنگلادش، پاکستان، سریلانکا، فیلیپین و کشورهای دیگر هستند که انگلیسی محبوب ترین زبان در آنجاست.
از دسامبر ۲۰۲۲، بسته به فصل، ویکیپدیای عربی حدود ۱۸۰ تا ۲۶۰ میلیون بازدید از صفحات در ماه دریافت می کند. بیشترین بازدید از صفحات ویکیپدیای عربی در زمستان و بهار ثبت شده است.

## نگارخانه
لوگو با فونت‌های مختلف برای ویکی‌پدیای عربی:

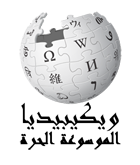
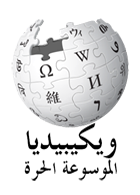
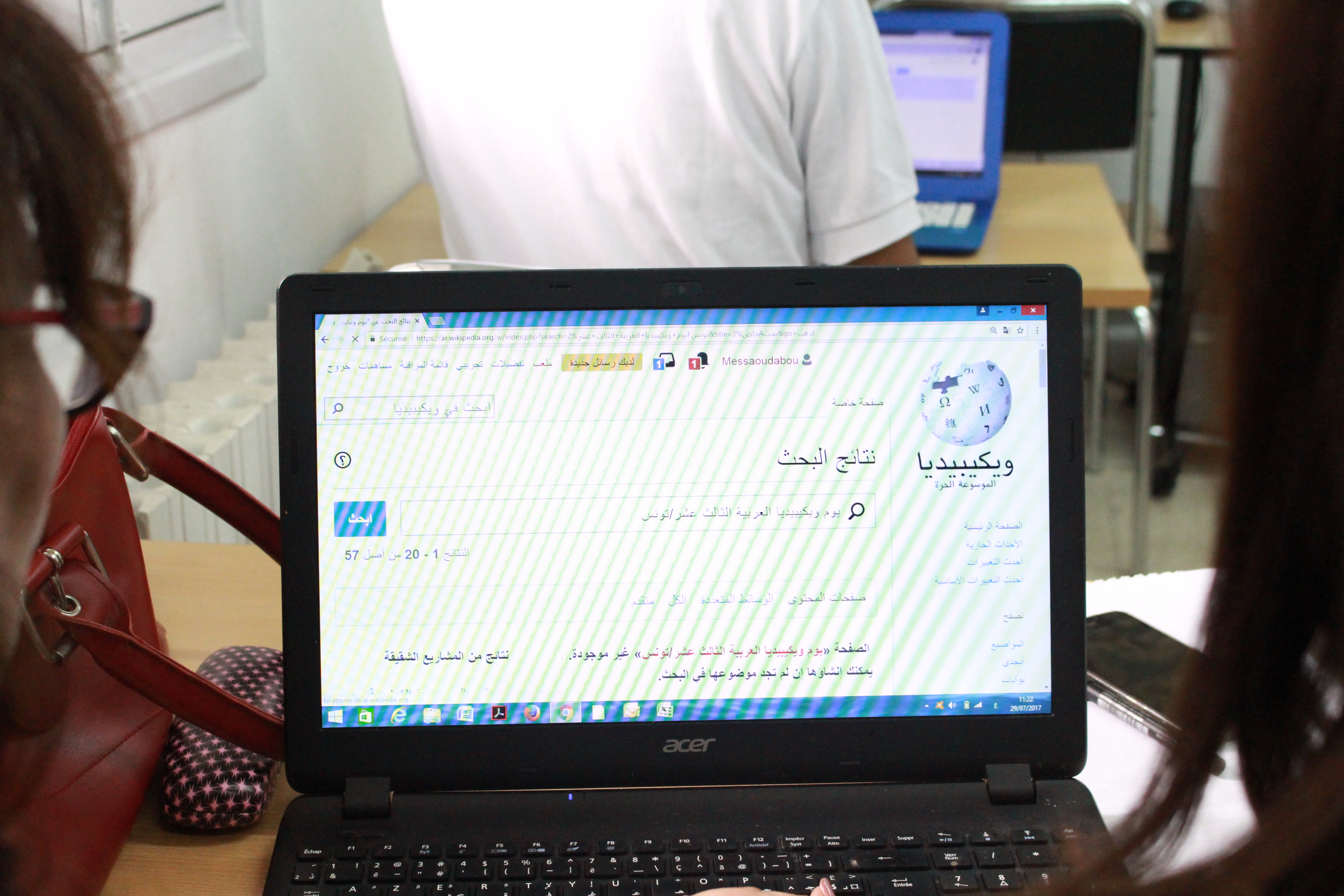
کاربری درحال استفاده از ویکی پدیای عربی
لوگوی جدید ویکی پدیا عربی